# Maurice (Film)
Maurice ist ein britischer Film des US-amerikanischen Regisseurs James Ivory aus dem Jahr 1987. Das Drama basiert auf dem gleichnamigen Roman von E. M. Forster und wurde von der Merchant Ivory Productions sowie Channel Four Films produziert.

## Handlung
Maurice Hall, ein junger Mann aus der Oberschicht im edwardianischen England, und sein gleichaltriger Kommilitone, der adelige Clive Durham, verlieben sich während ihres Studiums in Cambridge ineinander. Ihre Beziehung bleibt allerdings auf Wunsch von Clive rein platonisch (von ein paar Küssen abgesehen). Gemeinsam schwänzen sie eine Unterrichtsstunde wegen eines Ausflugs ins Grüne. Maurice vernachlässigt seine Studienpflichten und fliegt von der Universität, da er sich beim Dekan nicht entschuldigt. Clive wird Anwalt, Maurice Börsenmakler. 
Nachdem ein anderer homosexueller Kommilitone, Lord Risley, der einen Soldaten zu einer sittenwidrigen Handlung aufforderte, verraten, verhaftet und zu einem halben Jahr Zuchthaus mit Zwangsarbeit verurteilt wurde, erleidet Clive einen nervlichen Zusammenbruch und sagt sich von Maurice und der Homosexualität los. Der besitzergreifende Maurice versucht verzweifelt, Clive für sich einzunehmen. Dieser heiratet, seine Gefühle verdrängend, standesgemäß Anne Woods. Der verzweifelte Maurice sucht daraufhin Hilfe beim Hausarzt seiner Familie, der kein Verständnis zeigt und ihm rät, sich eine Frau zu suchen. Daraufhin konsultiert Maurice den Hypnotiseur Lasker-Jones, um seine „Unnormalität“ behandeln zu lassen. Doch auch der Hypnotiseur kann nichts an Maurices Neigung ändern und rät ihm, in Länder zu ziehen, wo Homosexualität legalisiert sei. Der Versuch, durch hartes Boxtraining von der Homosexualität loszukommen, scheitert ebenfalls.
Als Maurice wieder zu Gast bei Clive und seiner Frau ist, lernt er auf der Jagd den jungen Jagdaufseher der Durhams, Alec Scudder, kennen. In dieser Nacht kann Maurice nicht schlafen und hält zur Erfrischung seinen Kopf aus dem Fenster in den heftigen Regen, nicht ahnend, dass ihn unten im Park Alec Scudder beobachtet. Nach einem Kurzbesuch in London für eine weitere Therapiesitzung mit dem Hypnotiseur nächtigt Maurice in der folgenden Nacht erneut im Landhaus der befreundeten Familie. Wegen seiner inneren Zerrissenheit von Albträumen geplagt, öffnet Maurice das Fenster nachts wieder, um Luft zu schnappen, während Alec unten wartend dies als ein Zeichen an ihn auffasst. Er steigt über eine Leiter, die ihm am Tag zur Renovierung des Daches diente, in sein Zimmer ein, und die beiden schlafen zum ersten Mal miteinander.
Einige Wochen später sucht Alec Maurice an seinem Arbeitsplatz in der Stadt auf, aber Maurice ist anfangs sehr zurückhaltend, da er befürchtet, dass Alec, der Sohn eines Schlachters, ihn erpressen will. Aus verletzter Liebe geht er auch beinahe diesen Weg, denn Maurice blieb aus Angst einem Treffen ohne Antwort fern. Der forsche Alec fühlt sich als Mann aus dem Volk von dem feinen Gentleman herabgesetzt. Schließlich begeben sie sich in ein Hotel und schlafen erneut miteinander. Beide haben sich ernsthaft verliebt. Doch Alec hat vor, mit seinem Bruder wenige Tage später nach Argentinien auszuwandern. Maurice schlägt vor, dass Alec bleiben solle, was dieser ablehnt.
An dem Tag, als das Schiff nach Südamerika ablegen soll, fährt Maurice zum Pier, um sich von Alec mit einem Geschenk zu verabschieden. Aber zur Verzweiflung seiner Familie und Maurices Freude erscheint Alec gar nicht. Maurice ahnt, wo er ist: im Bootshaus auf dem Durhamschen Anwesen. Dort begegnet er Clive und erzählt ihm – innerlich sehr stark geworden – von seiner Liebe zu dessen Untergebenem, worüber Clive entsetzt ist. Maurice nimmt keinen „Rat“ von ihm an und lässt ihn, den an die gesellschaftlichen Erwartungen angepassten Freund, stehen und eilt zum Bootshaus. Er und Alec fallen sich glücklich in die Arme und wollen sich nie mehr voneinander trennen. Clive, hinter seiner Fassade der Normalität, muss damit leben, dass er seine wahren Gefühle verleugnet.

## Hintergrund
Maurice ist nach Zimmer mit Aussicht (1985) und vor Wiedersehen in Howards End (1992) der zweite Teil einer Trilogie an Forster-Literaturverfilmungen, die Regisseur James Ivory und Produzent Ismail Merchant drehten. Der Erfolg von Zimmer mit Aussicht erlaubte ihnen ein Budget von rund 2,6 Millionen US-Dollar. Das Board of Fellows im King’s College an der University of Cambridge hatte nach Forsters Tod über die Verfilmungsrechte an seinen Romanen zu entscheiden. Zuerst zögerte man, die Rechte herauszugeben, da der Roman Maurice bei den Mitgliedern des Boards als schwächeres Werk von Forster galt. Man befürchtete, durch die Aufmerksamkeit einer Verfilmung Forsters Reputation zu beschädigen. Da man aber von Ivorys Verfilmung von Zimmer mit Aussicht begeistert war und in das Drehbuch einsehen konnte, wurde schließlich die Verfilmung gestattet.
Die Literaturverfilmung hält sich relativ nahe an der Vorlage Forsters, nahm allerdings nach Anregung der bei vielen Filmen mit Ivory zusammenarbeitenden Drehbuchautorin Ruth Prawer Jhabvala eine Änderung vor: Im Buch wendet sich Clive während einer Reise nach Griechenland von Maurice und seiner Homosexualität ab, wofür die Beweggründe im Buch nicht wirklich klar werden und was ein häufiger Kritikpunkt am Roman war. Jhabvala baute daher die Figur des auch im Roman vorkommenden Risley aus und fügte dessen Verhaftung und Verurteilung im Stile des Prozesses gegen Oscar Wilde hinzu. In einer der abgedrehten, aber vor der Premiere aus dem Film geschnittenen Szenen, die auf der DVD des Filmes zu finden sind, nimmt Risley sich das Leben.
Für Hugh Grant war Maurice die erste große Filmrolle, die ihn zwar bekannter machte – den internationalen Durchbruch brachte ihm aber erst Vier Hochzeiten und ein Todesfall im Jahr 1994. Die anderen Hauptdarsteller James Wilby und Rupert Graves waren ebenfalls noch eher unbekannt. Daneben wurden die Nebenrollen mit Charakterdarstellern wie Denholm Elliott und Ben Kingsley prominent besetzt. Helena Bonham Carter, die 1985 mit Ivorys Zimmer mit Aussicht ihren Durchbruch gefeiert hatte, hat einen Cameo-Auftritt als Zuschauerin während des Cricket-Spiels.

## Synchronisation
| Rolle                           | Schauspieler         | Dt. Synchronstimme      |
| ------------------------------- | -------------------- | ----------------------- |
| Maurice Hall                    | James Wilby          | Benjamin Völz           |
| Clive Durham                    | Hugh Grant           | Nicolas Böll            |
| Alec Scudder                    | Rupert Graves        | Stefan Krause           |
| Doctor Barry                    | Denholm Elliott      | Friedrich W. Bauschulte |
| Mr. Ducie, Maurices Lehrer      | Simon Callow         | Helmut Gauß             |
| Mrs. Hall, Maurices Mutter      | Billie Whitelaw      | Barbara Adolph          |
| Dekan Cornwallis                | Barry Foster         | Joachim Nottke          |
| Mrs. Durham, Clives Mutter      | Judy Parfitt         | Bettina Schön           |
| Anne Durham, Clives Ehefrau     | Phoebe Nichols       | Susanna Bonasewicz      |
| Lasker-Jones, Hypnotiseur       | Ben Kingsley         | Peter Matić             |
| Lord Risley                     | Mark Tandy           | Hubertus Bengsch        |
| Kitty Hall                      | Kitty Aldridge       | Traudel Haas            |
| Ada Hall                        | Helena Michell       | Rita Engelmann          |
| Archie, Clives Schwager         | Michael Jenn         | Christian Toberentz     |
| Reverend Borenius               | Peter Eyre           | Jürgen Thormann         |
| Featherstonhaugh                | Matthew Sim          | Torsten Sense           |
| Richter bei Risleys Verhandlung | Richard Warner       | Hans W. Hamacher        |
| Dame beim Cricketspiel          | Helena Bonham Carter | Melanie Pukaß           |

## Kritik
Die Kritiken für Maurice fielen zum großen Teil positiv aus. Der Filmdienst schrieb im März 1988: „Die Verfilmung eines Romans von E.M. Forster beschreibt ebenso sorgfältig wie kritisch eine Welt, in der moralischer Anspruch und gesellschaftliche Wirklichkeit weit auseinander klaffen. Der hohe ästhetische Reiz des Films ist, da er die Probleme glättet, zugleich seine Schwäche.“ Cinema schrieb, in „edlen Bildern“ entwerfe James Ivory „das bedrückende Sitten- und Seelengemälde einer Gesellschaft zwischen Prüderie und Heuchelei.“

## Auszeichnungen
- 1987 Preis für den besten Schauspieler für Hugh Grant und James Wilby bei den Filmfestspielen von Venedig
- 1987 Osella für Richard Robbins für die beste Musik bei den Filmfestspielen von Venedig
- 1987 Silberner Löwe für James Ivory bei den Filmfestspielen von Venedig, gemeinsam mit dem Film Lunga vita alla signora von Ermanno Olmi
- 1988 nominiert für den Oscar für das beste Kostümdesign